# Ander Guevara Lajo
Ander Guevara Lajo (nascut el 7 de juliol 1997) és un futbolista professional basc que juga com a centrecampista pel Deportivo Alavés.

## Carrera esportiva
Nascut a Vitòria, Àlaba, Guevara es va unir als juvenils de la Reial Societat el 2012, provinent del Deportivo Alavés. Va ser pujat a l'equip filial Berio FT abans de la temporada 2015–16, i va fer el seu debut com a sènior durant la campanya a Tercera Divisió.
Guevara va fer el seu debut amb l'equip B l'1 d'octubre de 2016, entrant com a substitut en la segona part d'una derrota 1 a 2 en casa contra el CF Fuenlabrada de Segona Divisió B. El 17 de juny va renovar el contracte fins al 2020 i el van fer part del B.
Guevara va jugar el seu primer partit amb el primer equip el 26 d'octubre de 2017, substituint el seu company del filial Rubén Pardo en una victòria 1 a 0 fora de casa contra el Lleida Esportiu, en un partit de la Copa del Rei d'eixa temporada. Va fer el seu debut en La Liga el 15 de març de 2019, començant de titular en un empat 1 a 1 en casa contra el Llevant UE.
El 7 de juny de 2019 Guevara va renovar el seu contracte fins al 2024, sent pujat al primer equip dos dies després.

### Alavés
El 9 de juliol de 2023, Guevara va tornar al seu primer club, l'Alavés, amb un contracte de quatre anys.

## Internacional
Guevara ha jugat per la selecció basca; hi va debutar contra Costa Rica el novembre de 2020.

## Palmarès
Reial Societat
- 1 Copa del Rei: 2019-20